# Czas protrombinowy
Czas protrombinowy (PT) służy do oceniania zewnątrzpochodnego układu krzepnięcia. Jego wartość jest zależna od stężenia w osoczu krwi takich czynników krzepnięcia jak: czynnik II, czynnik V, czynnik VII, czynnik X i fibrynogenu.
Inne nazwy to:  czas rekalcynacji osocza (w skrócie: czas rekalcynacji) i czas krzepnięcia osocza po uwapnieniu (w skrócie: czas krzepnięcia po uwapnieniu).

## Metoda oznaczenia
Do osocza cytrynianowego dodaje się preparat czynnika tkankowego (TF) aby aktywować czynnik VII. Dzięki związaniu jonów wapnia przez kwas cytrynowy nie następuje aktywacja czynnika X przez VIIa (aktywowany czynnik VII), gdyż jony wapnia są potrzebne w tym etapie. Po inkubacji mierzy się czas od dodania jonów wapnia (co przy obecnym VIIa aktywuje czynnik X) do skrzepnięcia próbki.

## Sposoby wyrażenia czasu protrombinowego
Czas protrombinowy możemy wyrazić jako:
- różnicę w sekundach pomiędzy PT osoby badanej i osocza kontrolnego
- procent aktywności protrombiny wyliczany z krzywej rozcieńczeń osocza prawidłowego
- procentowy wskaźnik czasu protrombinowego - wskaźnik Quicka
- współczynnik czasu protrombinowego wyrażony w sekundach
- międzynarodowy współczynnik znormalizowany - INR

## Wartości prawidłowe
- 12 - 16 sek.
- 0,85 - 1,15 INR (2-3 INR zakres terapeutyczny)
- 70% - 130% wskaźnik Quicka

## Wydłużenie czasu protrombinowego
- wrodzone niedobory czynników II, V, VII, X
- przewlekłe choroby miąższu wątroby
- leczenie lub przedawkowanie (zatrucie) antagonistami witaminy K lub pochodnymi kumaryny stosowanymi w celach deratyzacyjnych.
- niedobory witaminy K
- Nowe doustne leki przeciwzakrzepowe, w szczególności inhibitory Xa, w mniejszym stopniu trombiny.
- DIC
- znaczne niedobory fibrynogenu
- dysfibrynogenemie
- białaczka
- mocznica
- choroba Addisona-Biermera
- niesteroidowe leki przeciwzapalne

## Skrócenie czasu protrombinowego
- zakrzepica
- trombofilia
- zwiększona aktywność czynnika VII
- okres okołoporodowy